# イリノイ地震
イリノイ地震（イリノイじしん、1968 Illinois earthquake）は、1968年11月9日にアメリカ合衆国イリノイ州の南部で午前11時2分に発生した地震である。
地震の規模はM5.4でイリノイ州で記録された中で最も大きい地震であった。この地震で死傷者は1人も出なかったが、建物に大きな損害をもたらしたと報告されている。
震央はセントルイスのおよそ120マイル東に位置していた。イリノイ-インディアナ都市圏の側にあたる。